# Бех Катерина Борисівна
Катерина Борисівна Бех (рос. Екатерина Борисовна Бех; 19 серпня 1998) — російська та українська біатлоністка, майстер спорту.

## Життєпис
Народилася в селищі міського типу Солнечний, районному центрі Хабаровського краю Росії.
Виступала за СДЮСШОР № 43 міста Москва.
У серпні 2018 року разом з Анастасією Рассказовою та Оксаною Москаленко, а також з тренером Іллею Лопуховим переїхала в Україну.
У 2020 році включена до основного складу дорослої збірної України. Дебютувала у Кубку світу в сезоні 2020/21 на етапі у Контіолахті.
У квітні 2022 року виключена зі складу збірної України з біатлону. Повернулася до Росії, виїхавши з України в день вторгнення РФ.

## Спортивні досягнення
- Чемпіонат Росії 2016 серед юніорів (м. Іжевськ):
  -  Золото — спринт 7.5 км[3]
- Чемпіонат України 2018 з літнього біатлону серед юніорів та юніорок (Тисовець):
  -  Золото — спринт 7.5 км[4]
- Чемпіонат України 2018 (м. Яворів):
  -  Срібло — спринт 7.5 км (25.12.2018).
- Чемпіонат світу з біатлону серед юніорів 2019 (Осрбліє, Словаччина):
  -  Золото — спринт 7.5 км (02.02.2019)[5];
  -  Золото — гонка переслідування 10 км (03.02.2019)[6].
- Чемпіонат світу з літнього біатлону 2019 (Раубичі, Білорусь):
  -  Срібло — юніорки, спринт, 6 км (24.08.2019).
- Чемпіонат Європи з біатлону серед юніорів 2020 (Гохфільцен, Австрія):
  -  Золото — спринт, 7.5 км (12.03.2020).[7]
- Кубок IBU 2020/2021:
  -  Бронза — індивідуальна гонка коротка, 12.5 км (20.01.2021, Арбер)[8]